# Bedřich ze Žerotína
Bedřich nebo též Fridrich ze Žerotína (německy Friedrich von Zierotin, † 30. nebo 31. května 1598) byl moravský šlechtic z rodu Žerotínů, voják a politik působící v Čechách. Patřil k nejvýznamnějším členům rodu.

## Život

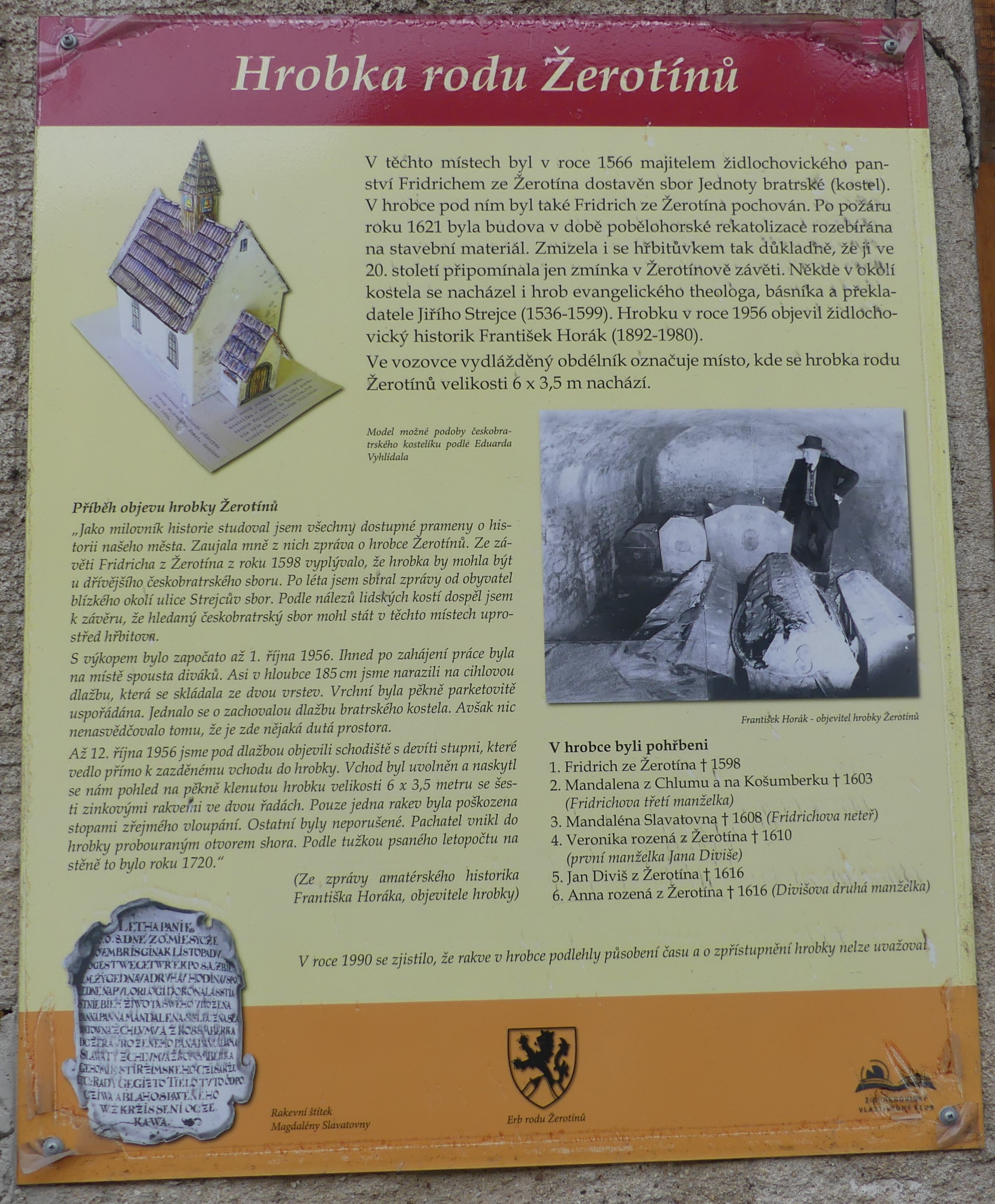
Informační deska v Židlochovicích

Narodil se jako syn Pavla ze Žerotína  († okolo 1550) a jeho manželky Alžběty (Elišky) z Kunovic.
Jeho výchovy se později ujal jeho příbuzný, polní maršál Karel ze Žerotína.  
Během své kariéry vykonával služby pro císaře Karla V., Ferdinanda I. a Maxmiliána II. v Čechách a ve Španělsku. Často byl vysílán jako velvyslanec. 
Když byl po smrti Jana Zikmunda Zápolského uherským sněmem roku 1572 novým králem zvolen Rudolf II. a téhož roku korunován v Prešpurku, navrhl Bedřich stavbu pevnosti v Nových Zámcích, která měla chránit Horní Uhry před vpády Turků. 
Jako císařský rada se podílel také na činnosti válečné rady, během válečných operací velel více než tisícovce jezdců. Byl též hofmistrem arcivévody Maxmiliána. 
V letech 1594 až 1598 byl moravským zemským hejtmanem, zastával též úřad místodržícího nejvyššího komornictví. 
Za svého působení získal Židlochovice, Pouzdřany, Troskotovice, Uherčice, Mořice a Přerov. Po bratrovi zdědil také Heřmanův Městec v Čechách. Po vymření pánů z Lomnice mu navíc v roce 1567 připadla část Náměšti nad Oslavou. 
Bedřich ze Žerotína zemřel 30. nebo 31. května 1598 a byl pochován v hrobce pod kostelíkem Jednoty bratrské v Židlochovicích, který nechal zbudovat kolem roku 1566, po požáru v roce 1621 však byl kostel rozebrán. 

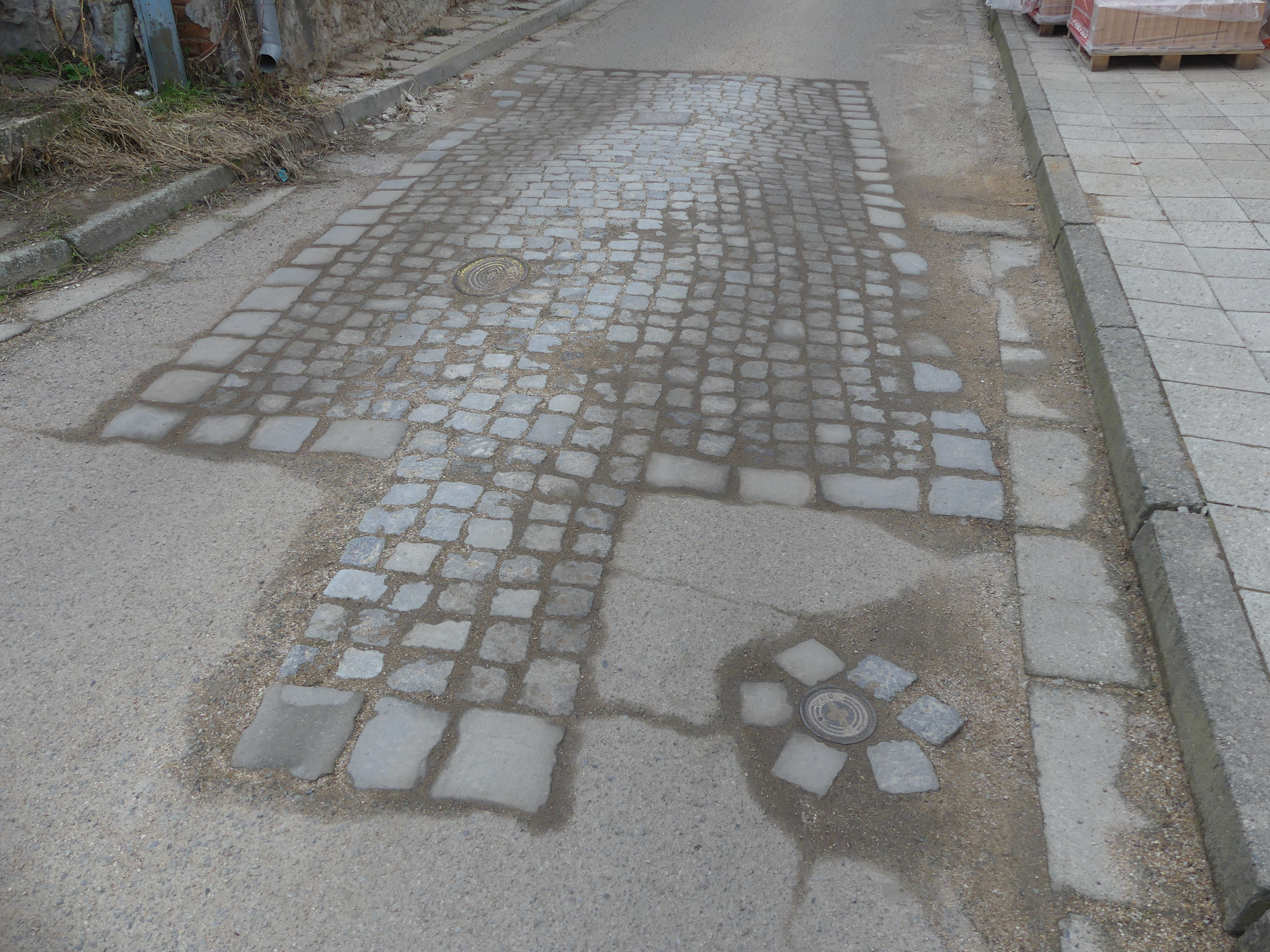
Pozůstatky Žerotínova hrobu v Židlochovicích

### Manželství
Bedřich byl třikrát ženatý (zemřel bez potomků): 
- Od roku 1559 s Magdalenou ze Zástřizl († 1566).
- S Isabellou z Biglie.
- Od roku 1585 s Magdalenou Slavatovou z Chlumu a Košumberka († 1603), vdovou po Janovi starším ze Žerotína († 1583). Ta se o své dědictví dělila se svým synem z prvního manželství Janem Divišem ze Žerotína (1575–1616) a jeho starším bratrem Karlem.